# Günter P. Fehring
Günter P. Fehring (* 20. August 1928 in Stade; † 5. Februar 2020 in Lübeck) war ein deutscher Mittelalter- und Stadtarchäologe mit Forschungsschwerpunkten in den Bereichen Kirchenarchäologie, Hausbau und Holzbau, Alltagskultur und Keramik.

## Leben
Günter P. Fehring studierte an den Universitäten Erlangen, Marburg, Freiburg im Breisgau, München, Pisa und Würzburg Bau- und Kunstgeschichte, Archäologie und Geschichte. 1957 schloss er mit der kunstgeschichtlichen Dissertation Die Kirchenbauten des Francesco di Giorgio Martini ab. 
Von 1960 bis 1973 war er zunächst Leiter der Grabungen in der Kirche St. Dionysius in Esslingen am Neckar, die Anlass boten, in Baden-Württemberg eine Stelle für einen Konservator für Archäologie des Mittelalters zu schaffen. Zu nennen sind Untersuchungen in Unterregenbach, Forchtenberg (Wüstung Wülfingen) und Ulm.
Von 1973 bis zu seinem Ruhestand 1993 war er Direktor und Leiter des Amtes für Vor- und Frühgeschichte (Bodendenkmalpflege) der Hansestadt Lübeck, von 1974 bis 1983 zugleich Projektleiter im Sonderforschungsbereich 17 der Universität Kiel. In Lübeck gelang es Fehring, aufbauend auf den Arbeiten seines Vorgängers Werner Neugebauer, eine Stadtarchäologie einzurichten, die im Fach bis heute als mustergültig gilt. Mit den Lübecker Schriften zur Archäologie und Kulturgeschichte schuf Fehring ein Publikationsorgan, dessen Herausgeber er von 1978 bis 1993 war.
1974 habilitierte er sich an der Universität Würzburg mit der Arbeit Unterregenbach. Kirchen, Herrensitz, Siedlungsbereiche. Ab 1978 war er Professor für Archäologie des Mittelalters und der Neuzeit an der Universität Hamburg. Bekannt ist seine Einführung in die Archäologie des Mittelalters, die mittlerweile in mehreren Neuauflagen und auch einer englischen Ausgabe erschienen ist.
Von 1976 bis 1991 war Fehring Sprecher der Arbeitsgemeinschaft für Archäologie des Mittelalters bei den Deutschen Verbänden für Altertumsforschung.

## Publikationen (Auswahl)
- mit Anton Ress: Die Stadt Nürnberg. Kurzinventar (= Bayerische Kunstdenkmale. Bd. 10). Deutscher Kunstverlag, München 1961 (2. von Wilhelm Schwemmer bearb. Aufl. 1977, ISBN 3-422-00550-1).
- Unterregenbach. Kirchen, Herrensitz, Siedlungsbereiche (= Forschungen und Berichte zur Arch. Mittelalter Bad.-Württ. 1). Stuttgart 1972.
- Einführung in die Archäologie des Mittelalters. Darmstadt 1987; 3. Aufl. Stuttgart 2000.
- mit Barbara Scholkmann: Die Stadtkirche St. Dionysius in Esslingen a.N. Archäologie und Baugeschichte, Bd. 1: Die archäologischen Untersuchungen und ihre Ergebnisse. Stuttgart 1995
- Stadtarchäologie in Deutschland. Sonderheft Archäologie in Deutschland. Stuttgart 1996.
- Schriftenverzeichnis (bis 1993) in: Archäologie des Mittelalters und Bauforschung im Hanseraum, Festschrift für Günter P. Fehring. Hrsg. v. M. Gläser, Rostock 1993, S. 17–26.